# Söllham
Söllham (in der lokalen Mundart Söh-ham) ist ein Weiler, welcher zur Ortschaft Wildshut gezählt wird, in der Gemeinde St. Pantaleon, im Bezirk Braunau am Inn, in Oberösterreich.
Der Weiler Söllham liegt an einer Gemeindestraße, die von der Ortschaft Pirach über die Einöde Bichling zu den Ortschaften Kirchberg und Wildshut führt. Eine weitere Gemeindestraße führt zu dem nahe gelegenen Weiler Esterloh. Der Weiler Söllham wird von den beiden Gehöften, dem Söllhammer- und dem Gall-Hof, dominiert. „Selheim bey Wylczhut“ wird urkundlich bereits im Jahre 1387 erwähnt.